# Jaime Mateu
Jaime Miguel Mateu Istúriz (Madrid, 5 de junio de 1957) es un político español, diputado por Burgos en el Congreso durante las XI y XII legislaturas.

## Biografía
Hijo del Magistrado Mateu Cánoves y hermano del teniente de la Guardia Civil Ignacio Mateu Istúriz asesinados ambos por ETA.
Licenciado en Derecho por la Universidad Complutense de Madrid y diplomado en Altos Estudios de la Defensa, ha desarrollado su trayectoria profesional como inspector de hacienda. Es miembro del Instituto de Censores Jurados de Cuentas. Entre 1988 y 2003 fue jefe del Servicio Territorial de Hacienda de la Junta de Castilla y León y entre 2003 y 2011 fue delegado territorial en Burgos de dicho gobierno autonómico. Ocupó el cargo de senador durante la X legislatura, entre 2011 y 2015, y en diciembre de ese año fue elegido diputado por Burgos en el Congreso. Fue reelegido en 2016.